# 漢鏡
漢鏡（かんきょう、拼音: Hàn jìng）は、中国の漢代（紀元前202年から紀元後220年）に作られた銅鏡の総称。多くが白銅鏡で、主として化粧道具として用いられた。形状は円形が多く、前漢鏡は鏡面が平坦なものが多いが、後漢鏡以降には凸面鏡が増加する。鏡背（姿を映す鏡面の裏）には、当時の宇宙観や神仙思想による文様や銘文が描かれた。それらにより分類された「鏡式」は考古学の分野で遺物・遺構の年代を推定する手がかりとされる。特に銘文に元号を記す「紀年銘鏡」は、年代研究に極めて重要な役割を果たしている。また漢鏡の図像や銘文の研究は中国の思想史・文学史でも注目されている。
また、漢王朝が朝貢国への返礼として周辺国へ贈与したと考えられる漢鏡が、日本列島・朝鮮半島・ベトナム・中央アジアなど東アジアの広い範囲から出土する。これは漢王朝の交流範囲を示すとされる。日本列島には主に朝鮮半島の楽浪郡を窓口として漢鏡がもたらされたと考えられ、弥生時代を中心に古墳時代初頭ごろまでの遺跡から出土する。その多くは有力者の副葬品だが、集落遺跡や祭祀遺跡からも出土し、威信財あるいは呪具として用いられたと考えられている。
漢鏡は、漢王朝滅亡後も模倣鏡が製作されるなど、後世の銅鏡に影響を与えた。こうした製作された時代や場所を限定せずに漢鏡の特徴を持つ銅鏡を総称して漢式鏡と言うが、本稿ではこれにも一部触れる。

## 研究史
宋代に儒学の行き詰まりを打開するため、古代銅器への回帰が試みられるようになる。これを受けて12世紀に編纂された『重修宣和博古図録』には漢代から唐代までの銅鏡が収録された。これには、鏡の名称を「時代+文様と銘を組み合わせ」で記し、線描図、銘文の釈文、面径や重さなどが記され、これ以降に作成される資料の模範となった。明代になると、古詩に対する関心が高まり、古鏡の銘文研究が行われる。また、明代末には西洋文化の影響で実学が重んじられるようになり、1637年の『天工開物』では古鏡の鋳造技術についての考察も記されている。清代に至ると、考証学が盛んになり金石学が見直され、1755年には『西清古鑑』が編纂された。1787年には銭坫が『浣花拝石軒鏡銘集緑』を著し紀年銘を含む銘文の研究が深化した。日本では江戸時代に遺跡から出土する鏡への関心が高まった。1822年には三雲南小路遺跡から中国鏡が出土し、青柳種信は古代中国の墓制を念頭にこれを漢鏡と鑑定した。明治時代になり三宅米吉は『古鏡』（1897年）において、銅鏡の部分名称を定めて鏡式の命名規則を作ろうと試みた。しかし、その一方で清での金石学への関心は薄かった。
1910年代に至ると、日本国内で漢鏡研究が飛躍的に向上する。朝鮮総督府を中心とした楽浪墳墓の発掘で多数の漢鏡が出土し、紀年銘鏡の存在が知られた事で年代論に関心が集まった。また、辛亥革命で亡命した羅振玉と王国維により金石学への注目も集まった。1915年に山田孝雄は『古鏡の銘について』を著し、銘文研究から前漢鏡・王莽鏡の実態を明らかにし、漢代から六朝代までの変遷を明らかにした。また、1920年に富岡謙蔵は『古鏡の研究』を著し、様式論から鏡の変遷を試みた。これらにより、現代まで継承される型式学的な分類・編年研究の基礎がつくられた。これを引き継いだ梅原末治や後藤守一、関野貞らによって編年・地域性などの研究が深化され、また近重真澄らによって理化学的研究が始められた。同時期に、欧米でも中国考古学への関心が高まった。スウェーデンのカールベックは戦国鏡から漢鏡への変遷の手がかりとなる論考を記し、ドイツのヒルトは東アジアにおける中国鏡の用途について考察した。スウェーデンのカールグレンは『詩経』を元に上古音を復元し、漢鏡銘の押韻・仮借・字句を解説した。以上のように、20世紀前半は中国において銘文考証、日本において編年、欧米において文化史の研究が平行して行われた。
第二次世界大戦後に中国国内で大規模開発が行われるようになり発掘が続く。1953年に洛陽焼溝漢墓で225基の漢墓が発掘され、前漢中期から後漢後期までの漢墓と漢鏡を含む副葬品の編年が行われた。これ以降も調査数は増加して多くの発掘調査報告書が刊行され、漢鏡の資料が蓄積されていく。これを受けて、樋口隆康の『古鏡』（1979年）や孔祥星・劉一曼の『中国古代銅鏡』（1984年）により鏡式ごとの編年が体系化され、同時に墓制や他の文物との並行関係が明らかにされた。さらに、岡村秀典による研究により鏡式間の平行関係が明らかになり、それらを包括する漢鏡を7期に大別する編年が提唱された。日本では1971年に岡崎敬が、北部九州の甕棺墓から出土する漢鏡について研究し、甕棺を含む土器編年との並行関係を検証し、弥生時代中期以降に実年代を落とし込んだ。田中説は長く定説にならなかったが、他の分野の研究が進み、現在では大枠として追認されている。
また、1970年頃から文学史から小川環樹・玉田継雄らにより漢鏡の銘文研究が行われるようになり、思想史からは内野熊一郎・笠野毅らが考察を行った。しかし、考古学・文学・哲学の共同研究はなおも不十分である。2000年代からは、銅鏡の鋳型の発見により鏡生産の実態の研究が進み、また銘文などの研究から鏡工の流派や系統、生産動向にまで研究が及んでいる。

## 中国での歴史

### 漢鏡の変遷と特徴
中国での銅鏡の歴史は古いが、戦国時代ごろまでは銅礼器と同じ工房で作られ、文様も共通であった。戦国時代を境に銅礼器が衰退する一方で日用品としての銅鏡の需要が高まり、銅鏡の生産が他の青銅器生産から独立して文様も独自の発展を遂げる。特に後漢代に至ると民間工房が形成され、互いに競いながら新たな鏡式を生み出していった。後漢王朝末期からは混乱期となり、三国西晋時代までは新たな鏡式が創出されなくなる。そのため後漢鏡の複製あるいは後漢鏡を改変した創作模倣鏡と呼ばれる鏡群が生産され、漢王朝滅亡後も漢鏡の影響がしばらく続いた。
漢鏡の編年に関しては、前漢鏡・王莽鏡・後漢鏡に分類するのが一般的であったが、近年では岡村秀典 (1999, p. 1-5)による漢鏡1期から漢鏡7期に様式区分する編年案が広く受け入れられている。
| 編年           | 年代                     | 年代                           | 主な鏡式                                         |
| -------------- | ------------------------ | ------------------------------ | ------------------------------------------------ |
| 漢鏡1期        | 前漢前期                 | 紀元前2世紀前半                | 蟠螭文鏡1式・2式                                 |
| 漢鏡2期        | 前漢中期前半             | 紀元前2世紀後半                | 草葉文鏡、後半には星雲文鏡                       |
| 漢鏡3期        | 前漢中期後半から後期前半 | 紀元前1世紀前半から中頃        | 異体字銘帯鏡                                     |
| 漢鏡4期        | 前漢末から王莽代         | 紀元前1世紀後葉から1世紀はじめ | 方格規矩四神鏡、獣帯鏡、虺竜文鏡                 |
| 漢鏡5期        | 後漢前期                 | 1世紀中頃から後半              | 方格規矩四神鏡、四葉座内行花文鏡、獣帯鏡、盤龍鏡 |
| 漢鏡6期        | 後漢中期                 | 2世紀前半                      | 方格規矩四神鏡、蝙蝠座内行花文鏡、獣帯鏡、盤龍鏡 |
| 漢鏡7期第1段階 | 後漢後期                 | 2世紀後半から3世紀初め         | 上方作系浮彫式獣帯鏡、飛禽鏡、画象鏡、八鳳鏡など |
| 漢鏡7期第2段階 | 後漢後期                 | 2世紀後半から3世紀初め         | 画文帯神獣鏡                                     |
| 漢鏡7期第3段階 | 後漢後期                 | 2世紀後半から3世紀初め         | 斜縁神獣鏡                                       |

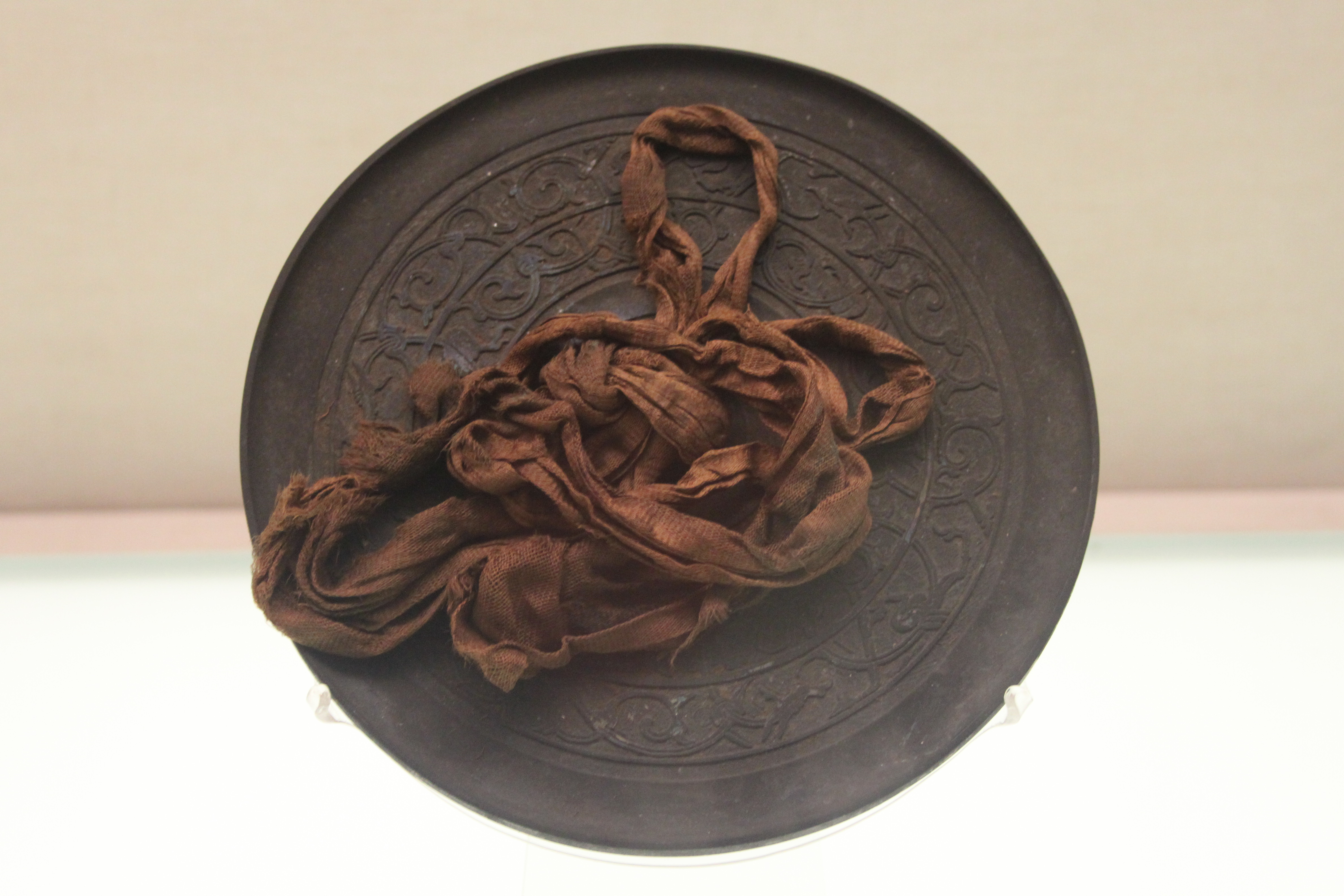
蟠螭文鏡
馬王堆漢墓1号墳出土

前漢前期の代表的な鏡式が蟠螭文鏡である。蟠螭文鏡は秦代に出現したものであるが、前漢前期になるとこれに銘文が記されるようになる。銘文の内容は主君への心情を謳う抒情詩が多く、当時流行していた楚歌（のちに『楚辞』が編まれる）の影響が見られる。こうした銘文が好まれた理由について、岡村は、権力闘争に敗れた忠臣の嘆きに、恋愛をめぐる女性の心情を重ね合わせたものが人びとの心を捉えたと推測している。

草葉文鏡
ハルウィル博物館蔵

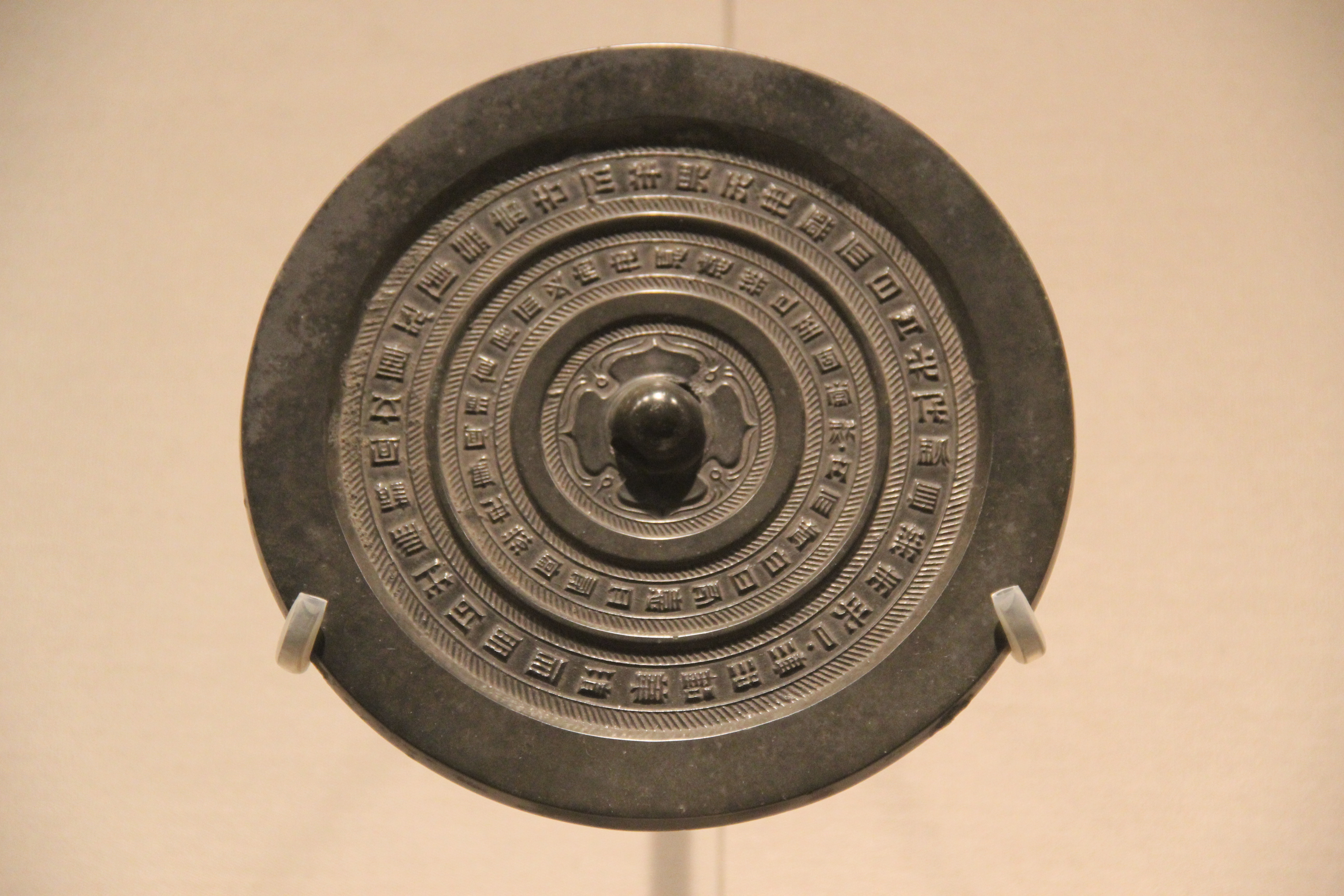
銘帯鏡
山東博物館蔵

武帝の時代になると、戦国鏡の特徴が失われ、漢鏡のデザインが確立する。この時代の代表的鏡式は草葉文鏡や銘帯鏡である。どちらにも銘文が記されるが、夫婦の心情を読むものなどの民謡歌謡である。内容は『楚辞』に通ずるものもあるが、単に四言吉祥句を並べるものが多くなる。また、紀元前1世紀前半の墓から出土した銘帯鏡には、後の南北朝時代に編まれる『玉台新詠』の盤中詩の原型とみられる詩が記されており、こうした漢鏡の銘文研究は文学史上でも注目されている。この頃には下級官人の墓にも漢鏡が副葬されるようになり、鏡が広く普及したとされる。ただし、それらの銅鏡は王侯たちが用いた鏡と大きさに顕著な違いがあり、製作や流通も全く異なっていたと考えられる。

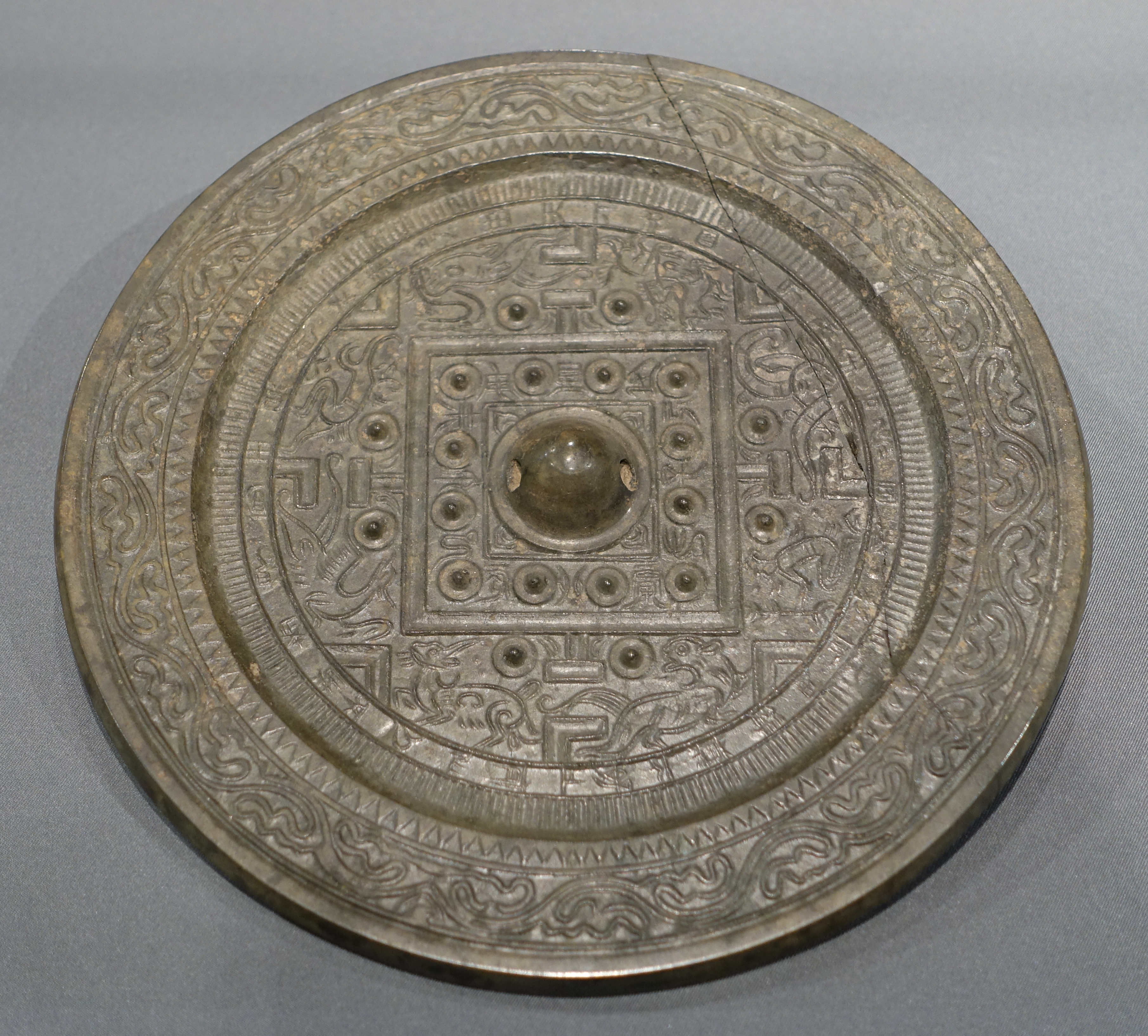
方格規矩四神鏡
香港歴史博物館蔵

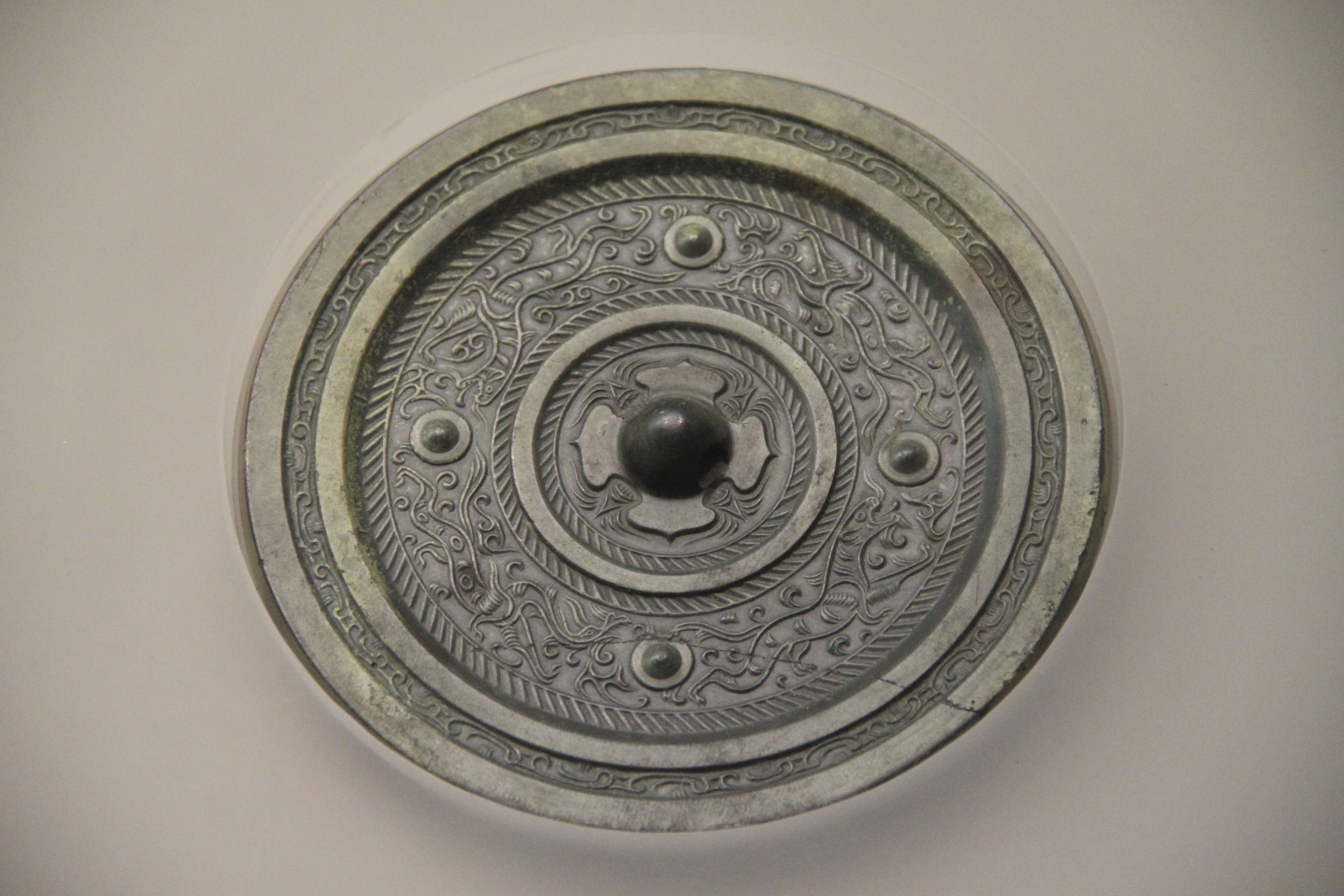
獣帯鏡
安徽博物院蔵

儒教が国教化して陰陽五行思想が広まると、漢鏡にも影響が見られるようになる。図柄としては瑞祥を表す想像上の動物や陰陽の調和を表す西王母が描かれるようになり、これを天円地方に配した方格規矩四神鏡と、円い天に配した獣帯鏡が創出される。しかし、紀元前1世紀後半ではそれらの役割は流動的であり、四神の方位の固定や東王公の創出は紀元後である。紀元前1世紀末ごろの銘文には、陰陽五行思想を記した七言の銘文が見られる。また、前漢後期になると官僚層の広がりと共に儒家思想による家族観が広がる。これに呼応して孝の概念や子孫の繁栄の祈り、あるいは互いに慈しみ合う夫婦などが銘文に記されるようになる。
紀元前1世紀後葉からは神仙思想の影響も見られるようになる。銘文には神仙の有様を描写するとともに長寿や子孫繁栄の願いが記される。ただしこの時代の特徴として、神仙を記す銘文に四神を描く図像が組み合わされる例など、銘文と内区に描かれる図像が一致しない例が多くみられる。これは銅鏡が大掛かりな工房で分業して生産されるようになり、図像を彫る工人と銘文を彫る工人が別であったことを示すと考えられている。
紀元後8年に王莽が新王朝を建国する。王莽は識字率の向上に目をつけて、銅鏡をプロパガンダとして利用して新と王氏を称える銘文を記す。このような銘文がある鏡を総称して「王氏鏡」と言うが、いずれも鏡式は方格規矩四神鏡で、官営工房で作成されたと考えられる。また、新代から銘文に尚方御竟などと記される「尚方鏡」が現れる。尚方（しょうほう）とは秦代から続く工芸品を製作する役所であるが、新代からその名が銘文に記されるようになった。「王氏鏡」は一般官僚に対するプロパガンダとして市場で流通した鏡と考えられるが、「尚方鏡」は王侯を対象に製作されたと考えられる。「尚方鏡」は日本列島からも出土しており、新と交流する倭人がいた可能性がある。

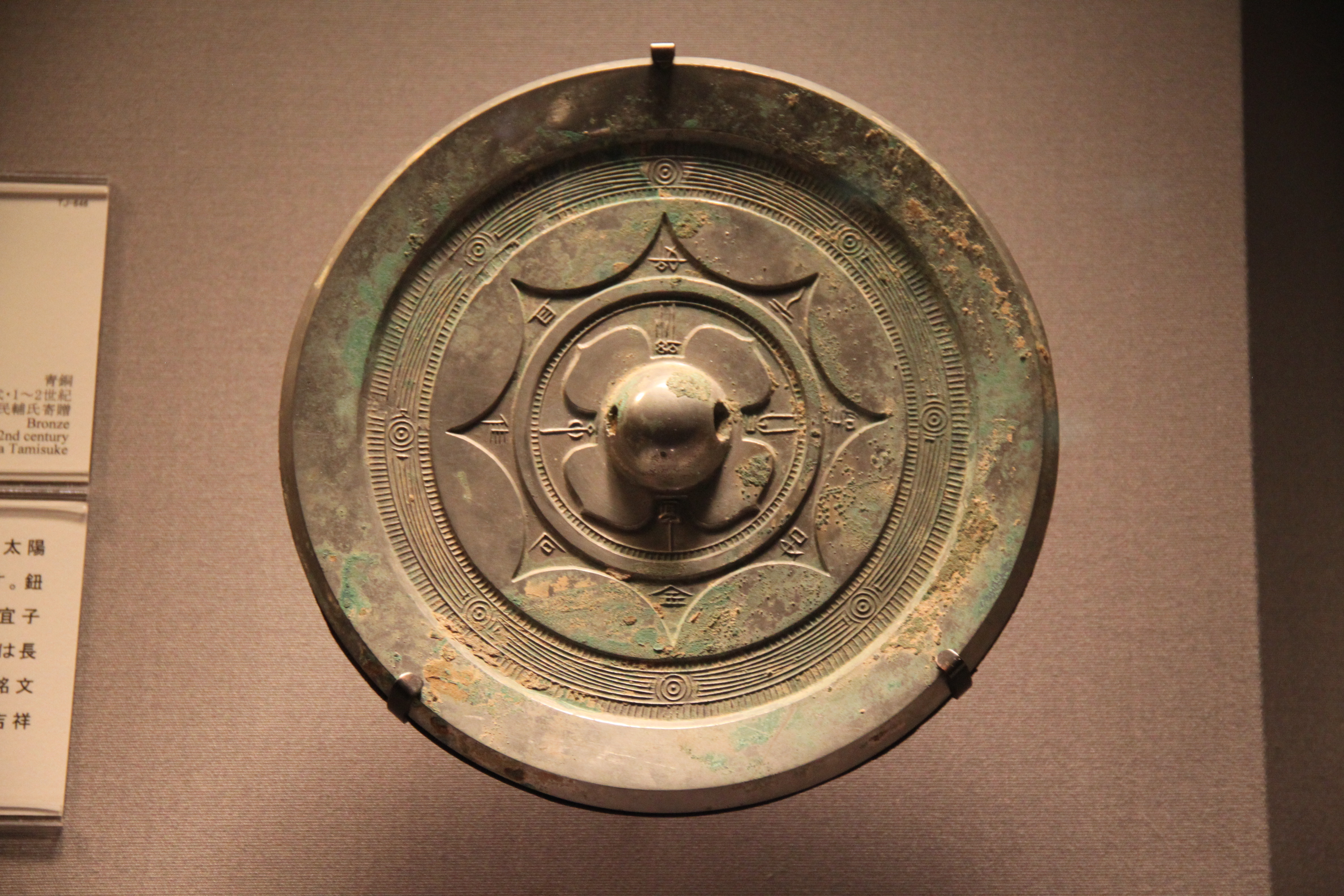
内行花文鏡
東京国立博物館蔵

後漢初期の代表的な鏡式は内行花文鏡と方格規矩四神鏡である。いずれも新代からみられる鏡式を踏襲し、内行花文鏡は黄河流域より北、方格規矩四神鏡は淮河より南で流通した。尚方での鏡生産は後漢でも継続され、方格規矩四神鏡の生産は尚方がほぼ独占したとされる。なお、尚方の工房は淮南にあった可能性が高いと考えられている。この頃の尚方での作鏡はマンネリ化していたと考えられ、銘文の崩れ、字数の減少、十二支銘の省略、図像の簡略化などが見られる。こうした特徴の変化は、長年の戦乱により国が官営工房を維持できなくなり、尚方は自力再生の為に独自ブランドとして多くの鏡を生産して一般に流通させた事が原因と考えられる。こうした「尚方鏡」の銘文は、尚方御鏡から尚方作に変わっている。

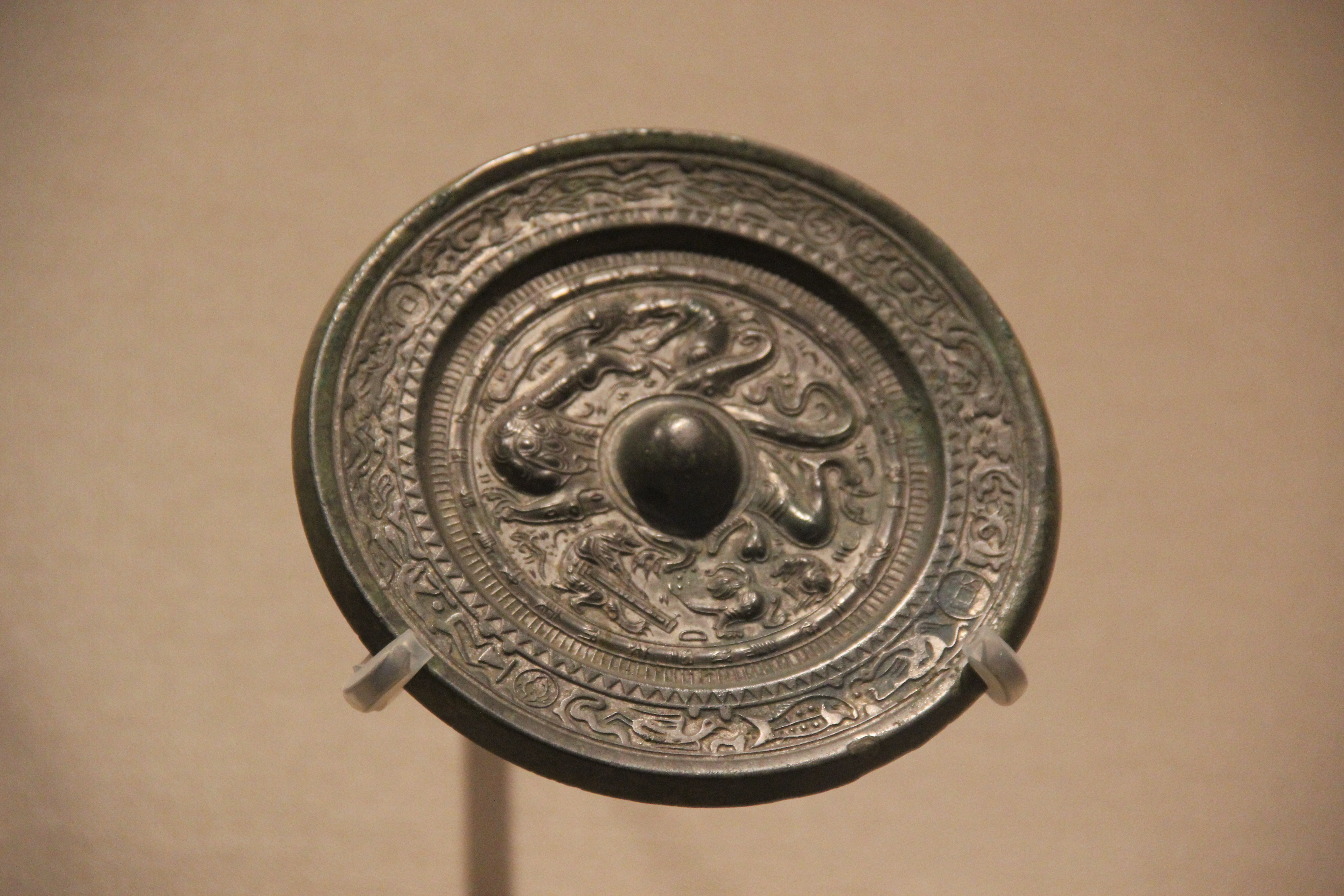
盤龍鏡
山東博物館蔵

紀元後60年頃から、尚方内に「青盖（せいしょう）」を雅号とするグループが生まれて獣帯鏡を製作し始める。程なくして青盖は独立して「青盖鏡」の製作を始める。彼らは新たに浮彫式の盤龍文を創作し、獣帯鏡の鈕座にこれを配した。さらにこれから獣帯文を省いて小型化した盤龍鏡を創作する。この立体的表現である浮彫式はやがて他の鏡式にも引き継がれてゆき、後漢鏡の特徴の一つとなる。このように尚方から独立した鏡工グループは他に「銅槃（どうばん）」があり、また漆器などほかの工芸でも官営工房からの独立が見られることから、武器や馬具を除く工芸品の生産は国家が管理するのではなく、生産を民間に委託し税を納めさせる方式に変更されていったと考えられる。
また同じころに個人工房が次々に立ち上がる。それらには池氏・張氏・陳氏・龍氏・杜氏などが挙げられるが、彼らは競うように獣帯鏡や盤龍鏡に独特な図像や銘文を取り入れる。たとえば「龍氏作鏡」には、距虚、辟邪、天禄などと記される奇獣が現れるが、これらは80年代ごろから後漢の勢力下に入った西域諸国からもたらされた珍獣だと考えられている。彼らは活動した淮南にちなみ、淮派と呼ばれる。しかし、こうした個人工房は経営が苦しかったようで、一部は青盖系の工房と合作をするようになり、ほとんどの工房は1代限りで廃業したと考えられ、2世紀以降には淮派の活動は低調になる。

画像鏡
クリーブランド美術館蔵

淮派の影響を受けて呉県で工房を構えたのが朱氏・柏氏・何陽氏の呉派である。80年ごろに朱氏は新たに画像鏡を創作する。建初8年（83年）と記された「呉朱氏作」画像鏡には西王母と対になって東王公が描かれているが、銅鏡以外に東王公が現れるのは壁画では2世紀半ば、文献資料では4世紀であり、東王公は朱氏の創作である可能性が高い。また呉派では『史記』の伍子胥伝や、民間伝承と思われる韓朋賦の物語を表現した画像鏡が製作されている。画像鏡は90年ごろから淮派でも作られるようになる。なお、呉派も盤龍鏡を作成するが、その作風から彼らが淮南にいる鏡工の誰と交流を持っていたかが類推できるとされる。また、呉派の鏡に記される銘文の内容は文様と乖離していることも特徴である。

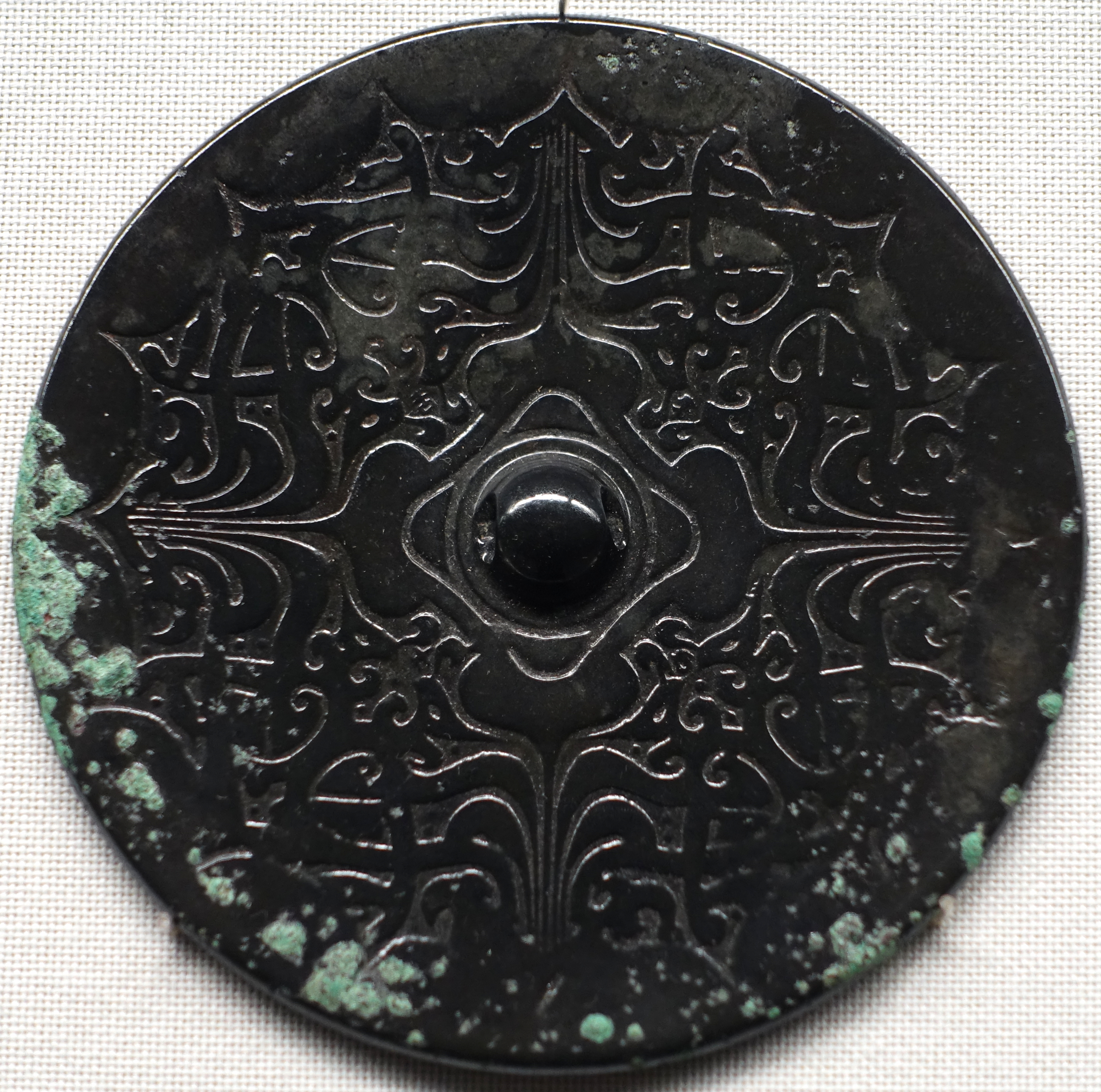
八鳳鏡
東京国立博物館蔵

四川でも1世紀末ごろから董氏や厳氏などの個人工房が独立する。四川は前漢時代からの銅の産地で、85年までは「蜀群西工造」という官営工房があったが、これが解体されて「広漢西蜀」などの民営工房や、個人工房が独立したと考えられる。この鏡工らを活動地に因んで広漢派といい、その系統の鏡群を「華西系」という。広漢派は2世紀初頭に、新たに神獣鏡を創作する。最初につくられた神獣鏡は環状乳神獣鏡で、内区外縁に半円方形帯があるのが特徴である。半円方形帯は3世紀ごろまで様々な神獣鏡に用いられた。この方格には「吾作明竟」から始まる銘文が1字ずつしるされるが、吾作は広漢派にみられる特徴でこれも3世紀ごろまで見られる。神獣鏡は淮派や呉派の影響を受けているが、その銘文に「彫刻すること極まり無し」と記されるように、緻密な文様構成であることが特徴である。また、同時期に広漢派が創作した鏡式として、八鳳鏡や獣首鏡がある。これらは神獣鏡の浮彫式とは異なり、平彫式であることが特徴で、その文様から黄河流域で流行した内行花文鏡の系譜を引くと考えられる。

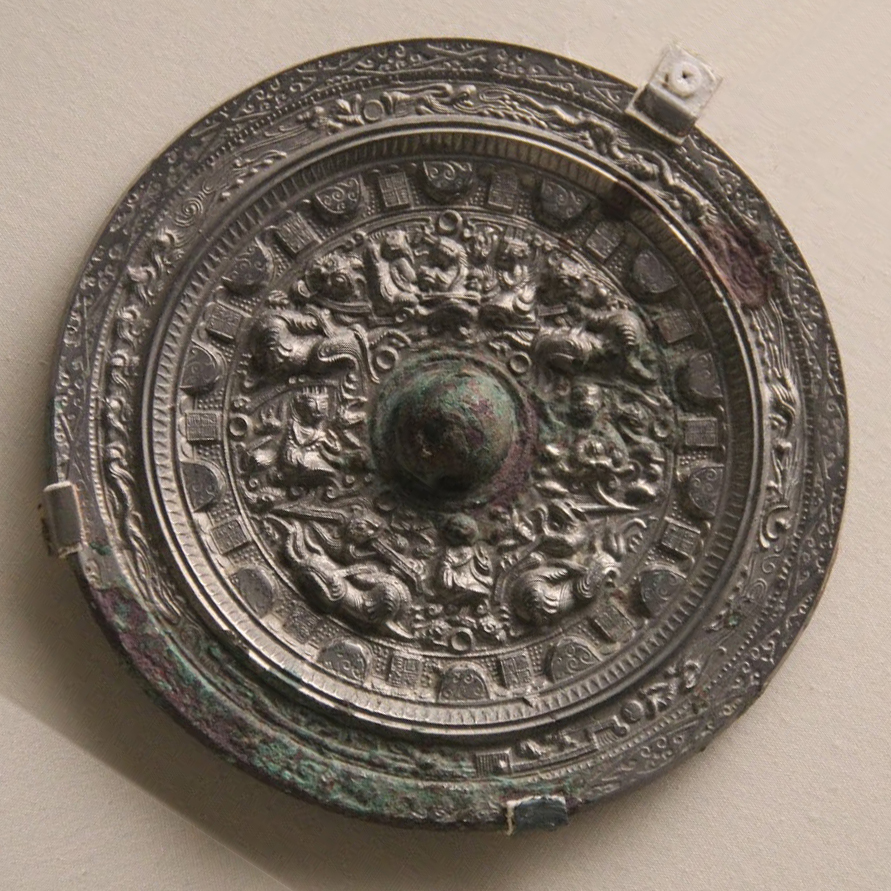
画文帯神獣鏡（同向式）
中国国家博物館蔵

当初の神獣鏡は西王母と東王公と伯牙に神獣を合わせたの三神三獣であったが、2世紀中頃からはこれに黄帝が加わり四神四獣の構成となる。また同じころに外区に記されていた銘文帯を画文帯に変えた画文帯神獣鏡が創作される。190年を最後に広漢派は紀年銘鏡を作らなくなるが、これは後漢王朝が混乱期に入った煽りを受けたと考えられる。当初の神獣鏡に描かれる神獣像は中央に頭を向けて描く「求心式」であったが、2世紀後半から内区を上中下の3段に分ける「三段式」が広漢派周辺で生まれる。さらに長安付近にあったと推測される九子派の鏡工が、神獣を従える2神を対置に配する「対置式」を創出した。2世紀に入ってから呉派の作鏡は衰えていたが、190年に洛陽が陥落するころから江南で九子派と思われる銅鏡が見られるようになる。このように混乱する北部から難を逃れて江南に移転した鏡工には、超禹（ちょうう）がいる。その一方でそれに押し出されるように呉から転出した張氏元公や、都が許に遷ると紀年銘鏡を多く作る示氏などが、「同向式」や「重列式」など独創的な神獣鏡を製作した。

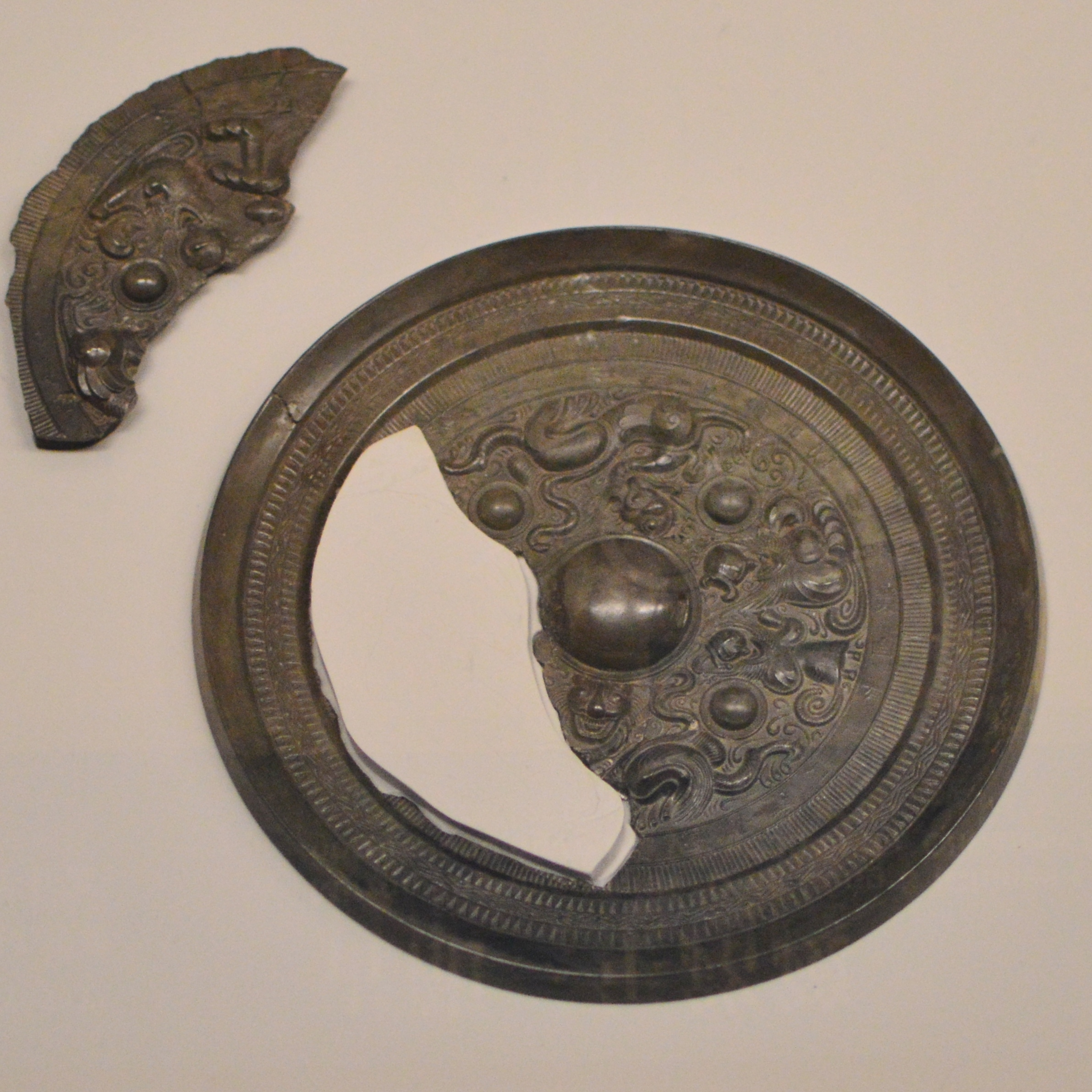
斜縁神獣鏡
今城塚古代歴史館蔵

主に画像鏡を製作していた淮派に2世紀代後葉に神獣鏡が伝わると、これを折衷する鏡工が現れる。その折衷は一様ではなく、画像鏡の銘文を継承しつつ画文帯神獣鏡を作成した劉氏や、画像鏡に神獣鏡的な画像配置を取り入れて新たに斜縁神獣鏡を創作した袁氏などがいる。こうした鏡群はその製作地に因んで、岡村は「徐州系」、上野祥史は「華北東部系」と呼んでいるが、後漢末期に遼東太守の公孫度が山東半島に侵攻して支配し、公孫康が3世紀初めに朝鮮半島に帯方郡を設置すると、それを経由して徐州系漢鏡が畿内を中心として日本列島に流入するようになる。
以上のように後漢鏡は淮河から長江流域を中心に発展したが、一方で黄河流域では前述したように内行花文鏡が主に流通していた。1世紀代は径面も大きく優れた鏡も作られたが、ほとんどが「長宜子孫」などの短い四言吉祥句を入れるのみで、作者や製作地を推測するのは困難である。2世紀になると黄河流域から出土する鏡は小型鏡が多くなり、戦乱の中で銅鏡製作が衰退したものと思われるが、入れ替わるように王侯用として鉄鏡が製作されるようになる。
漢王朝滅亡後は、漢鏡の模倣を特徴とする漢式鏡づくりが行われた。3世紀から4世紀にかけて、方格規矩四神鏡や神獣鏡などの図像や配置を真似て異なる鏡をつくる創作模倣が盛んとなり、5世紀から6世紀には漢鏡の図像を踏み返しで型おこしした上で改変する踏み返し模倣がおこなわれた。これらは図像や配置の乱れ、逆字や同笵鏡の多さなどが特徴である。

### 用途

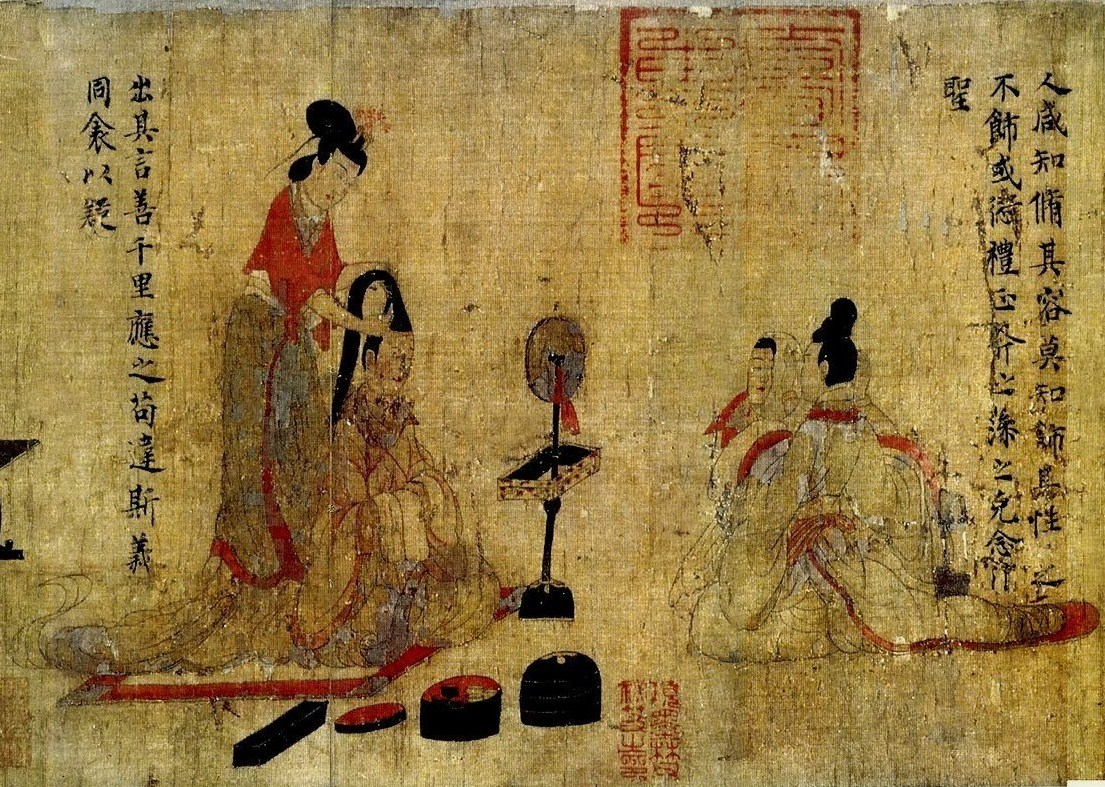
女史箴図（大英博物館蔵）に描かれる銅鏡の使用法
晋代の女官を描いているが漢代も同様であったと考えられている。

漢鏡の主な用途は化粧道具である。紀元前2世紀後半ごろの馬王堆漢墓1号墓に埋葬された利蒼の夫人の副葬品には、墓記によれば2点の銅鏡があったが、うち1点が現存している。鈕には深紅の帯が結ばれ、鏡衣（きょうい）と呼ばれる絹布で包まれ、漆奩（漆塗りの化粧箱）に白粉や毛抜きなどと共に納められていた。化粧道具としての漢鏡は手鏡として持つ場合と、スタンドに掛ける場合があった。またドレッサーのような銅鏡もある。前漢の斉王劉襄の墓から出土した銅鏡は高さ115cm、幅58cm、重さ57kgで、鏡背には1頭の龍と4辺の縁に連弧文を描き、5つの鈕を備えている。こうした大型方形鏡はほとんど現存していないが、様々な文献に見られるものである。
一方で魔除け・護符としても用いられた。紀元前113年に亡くなった劉勝の夫人は、化粧道具としての鏡とは別に面径5cmの小さな龍文鏡を左手に握らされていた。『西京雑記』には妖怪を映し出す小さな鏡や、人の臓器を映す方鏡などの説話が記されており、銅鏡には魔除けや不思議な力があると考えられていた。また、死者を辟邪から護るために鏡が用いられることもあった。紀元前1世紀後葉の墓には遺体を保護する目的に玉璧が用いられたが、これに変わって遺体の上に18枚の銅鏡が載せられている例がある。また同時期に、遺体の頭部に漆の箱が被せられる風習があったが、箱の内部の天板と側板には銅鏡が鏡面を遺体側に向けて貼り付けられる例が確認されている。こうした辟邪としての役割は、銅鏡と玉を同一視した事に由来すると考えられる。
そのほか、婚姻など人生の節目に銅鏡を作る風習があったと思われる。後に編纂された『玉台新詠』には求愛の印に青銅鏡を送る詩があるが、漢鏡にも「良月吉日、造此倚物。二姓合好、堅如膠漆。女貞男聖、子孫充宝。」などの銘文が見られる、また、政治的なプロパガンダや下賜する器物としても用いられた。こうした鏡は王家の徳を喧伝し、「この鏡を持つ者は繁栄する」など吉祥句が記されている。
なお、一般に流通する鏡の値段について、ハーバード美術館群蔵の内行花文鏡にしるされる銘文の「竟直三百」を鏡1枚300銭の意味と解釈する説がある。300銭は後漢初期の下級官人の月俸と比べても安く、この銅鏡が「公孫作竟」というブランドであることを考えれば、もっと安価な銅鏡も流通していたと考えられる。

### 製作法
漢代の銅鏡製作の研究は、1990年代に中国山東省臨淄から前漢時代の草葉文鏡の笵が発見され飛躍的に進展した。
銅鏡は笵（はん）と呼ばれる鋳型に融解した青銅を流し込む鋳造によって製作されるが、その工程は笵製作・鋳造・研磨の3つに大別される。笵は砂と粘土を混合した真土（まね）を固めて作られ、鏡面側と鏡背側の2枚を合わせて使われる。三船温尚は笵製作の工程を以下のように推測している。
1. 真土で馬蹄形の板状笵材を成形して焼成し、油脂を含侵させる。
2. 轆轤で、内区、外区、縁、鈕などを削り鏡背笵を作る。さらに鏡面笵と合わせた時にずれないよう嵌りを彫る。
3. 鏡背笵に鏡面笵となる真土を押し付けて型を移し取る。移し取った鏡面笵を鏡の厚み分削る。
4. 鏡背笵に文様などを陰刻し、湯道や上がりを彫る。
5. 鈕に鈕孔となる棒（中子）を嵌めて、鏡面笵と合わせる。

鋳造後は、鋳バリなど除去し鏡面を磨いて完成となる。また、少数ながら鏡背に鍍金や彩色などを施すものもある。
以上のような製作技術の研究を受けて、2000年代からは湯口（融解した青銅を流し込む方向）や鈕孔の方向や形状、研磨の方法などの製作技術の変遷から銅鏡の製作時期を推測する研究が進み、従来の文様や銘文の変遷に頼っていた漢鏡編年が見直されつつある。

#### 原材料
銅鏡の原料は銅・スズ・鉛の合金である。銅は単体では橙赤色だが、錫の分量が多くなると白銀色になっていく。前漢鏡は特に錫の分量が多く25%に及ぶものもある。鉛は平均して5％から6％含まれている。鉛は銅鉱石に含有していたものと、人為的に添加したものの割合が凡そ半々と考えられるが、鉛を人為的に添加する理由については定かではない。
馬淵久夫は日本列島内の漢鏡の成分を分析し、漢鏡に含まれる鉛の同位体比は、漢鏡2期から3期の鏡群と漢鏡6期の鏡群の間に明確な違いがあり、その中間にあたる漢鏡4期から5期は両者が混在しているとした。この変化の理由について、原料を調達する鉱床が変わった事を意味し、その移行期間はおおよそ1世紀半ばから後半と推測している。なお、岡村は漢鏡5期の銘文に「有善銅出丹陽」が見られる事から、前漢時代の銅の産地は丹陽郡であると推測している。

#### 複製と模倣
銅鏡の中には、同じ文様で、同一の笵や型を用いて作られたと考えられる鏡がある。1つの笵を繰り返して使用して作ったものを「同笵鏡」、何らかの原型を作って複数の笵を作成して作ったものを「同型鏡」という。また、同型鏡の中には、完成品を用いて型取りした笵でつくられた「踏み返し鏡」もある。こうした同笵鏡・同型鏡は幅広い年代に見られるものだが、特に後漢末から三国期に多く作られた。また、三国時代に作られた漢鏡と同じデザインを有する漢式鏡には、類似した文様などを改変した創作模倣鏡と呼ばれるものも含まれている。これらを判別するのは難しいが、模倣鏡や創作模倣鏡は漢鏡が有していた思想や文様・銘文などを理解せずに真似したものがあり、また踏み返し鏡は鋳上がりが悪く文様が曖昧になる傾向にある。

## 朝鮮半島での歴史
朝鮮半島には独自の青銅器文化があり、多鈕鏡とよばれる鏡式が流通していたが、漢鏡も出土する。
紀元前2世紀ごろに衛氏朝鮮は前漢王朝の外臣となって、朝鮮半島北部を支配していた。この頃の楽浪梧野里の墓から朝鮮式車馬具と共に漢鏡2期の大型蟠螭文鏡が出土している。これは北部九州の須玖岡本遺跡の大型草葉文鏡と同時期・同クラスの漢鏡であり、岡村は北部九州と何らかの関連があった可能性を指摘している。朝鮮半島南部は韓諸族が自立しており、朝鮮青銅器文化が主流であったが、漢鏡1期の蟠螭文鏡が出土しており、衛氏朝鮮と交流をしていたと考えられる。
紀元前108年に漢王朝が衛氏朝鮮を滅ぼすと楽浪郡（現在の平壌直轄市）を設置、紀元前82年には楽浪郡が周辺領域を取り込んで倭を含む東方支配の窓口となる。平壌直轄市南部の初期楽浪官人の墳墓からは漢鏡3期の鏡が9面確認されている。同じころの朝鮮半島南部では、東側の慶尚道の3つの遺跡から計12枚の漢鏡3期が出土している。それらは同程度の面径・鏡式であることから、楽浪郡から一括してもたらされ、首長に配布されたと考えられる。慶尚道に集中しているのは『漢書』朝鮮伝にある「辰国が漢王朝への朝貢を望んだ」に呼応するもので、後に辰国が辰韓となり慶尚道に成立することに関連すると考えられる。
その後、楽浪郡では前1世紀後半の漢鏡3期から徐々に鏡の出土数が増え、紀元後1世紀中頃の漢鏡5期でピークを迎えるが、漢鏡6期には数が減少する。これは2世紀代にそのほかの副葬品や墳墓自体が減少することにも表れており、楽浪郡の衰退を示すと考えられる。後漢末期に公孫度が楽浪郡を支配する2世紀後半には、再び漢鏡7期の出土数が増すが、3世紀初めには再び衰退する。

## 日本での歴史
本節では日本列島における漢鏡・漢式鏡の出土状況と、それを元にした弥生時代と古墳時代の社会構造の考察について言及する。
日本列島で出土した漢鏡の総数は700枚を超えるとされている。また、日本列島では漢鏡を含む銅鏡は、ひとつの墳墓に大量に副葬する例がみられる事が特徴のひとつである。中国では化粧道具であったため、一部の例外を除くと副葬は基本的には1人に1面が普通で、王侯であっても3面程度である。対して日本列島での大量副葬は、銅鏡が化粧道具以外の特別な意味を持っていた事が理由と考えられている。また、中国の官営工房で作られたと思われる大型鏡も多い。中国で流通した漢鏡の面径は13cm程度が中心で、16cm程度までは中級官僚クラスからの墓からも出土するが、18cm以上の大型鏡は限られている。このような大型鏡は一般に流通したものではなく、漢王朝から政治的、儀礼的に贈与されたものと考えられる。また、弥生時代に破砕副葬や破鏡といった独特の風習もみられる。

### 漢鏡編年と暦年代
日本においても漢鏡の編年は有効であると考えられているが、伝世鏡・踏み返し鏡・模倣鏡も多く単純ではない。代表的な伝世鏡は、香川県の石清尾山古墳群の鶴尾神社4号墳から出土した漢鏡である。この墳墓は前方後円形の積石墓で、築年代は弥生時代末期とされるが、漢鏡4期の方格規矩四神鏡が出土した。鏡は2つに割れた後にそれを閉じ合わせる4対の補修孔があり、割れた後も補修して使用された特別な鏡であったと考えられている。また、文様や周縁が不鮮明なのは長期間の使用による摩滅とみられ、この鏡は200年に渡って伝世されたと考えられている。このように遺構の年代と出土する漢鏡の製作年代が乖離している例は各地にみられるが、これらを伝世鏡ではなく後世に複製された踏み返し鏡とする説もある。実際に5世紀後半にみられる画文帯神獣鏡などは、300年ほど遡る漢鏡を原型とした踏み返し鏡であることが考古学的に確認されている。
また、漢鏡が日本列島に流入した時期についても見解が分かれる。岡村は多くの漢鏡が製作時期とほぼ変わらない時期に日本列島に流入したとするが、寺沢薫は北部九州の甕棺と共伴する出土物の編年からこれに異を唱え、辻田淳一郎は破砕副葬が見られない漢鏡7期の流入を3世紀後半としている。これらの見極めは漢鏡の鏡式の編年だけでなく、鏡の原料の成分分析や製作技術、あるいは墓制、共伴する土器などの出土品、鉄器などの漢鏡以外の文物の流通など多角的に検討されるが、研究者によって見解が分かれているものもある。

### 弥生時代中期後半
日本列島の弥生時代の実年代は研究者によって幅があるが、ここでは紀元前1世紀代を弥生時代中期後半とする。『漢書』の地理志・燕地に、倭人が楽浪に朝貢に来る記録が残されているように、この頃は衛氏楽浪を窓口とした前漢との交流により様々な文物が日本列島に流入したと考えられる。漢鏡の出土は北部九州の墓地における副葬品に集中しており、それ以外では山口県下関などに限定される。年代観としては漢鏡2期と3期が主である。岡村はいずれの漢鏡も紀元前1世紀中頃から後半にかけて北部九州に伝来し、次世代に継承されることなくこれを得た人物の死に伴って副葬されたとするが、辻田は北部九州で伝世したのちに一括して埋葬された可能性も否定できないとする。また、完形鏡（完全な形で出土）であることも、この時代の特徴の一つである。

#### 分布と社会構造
北部九州の墳墓は甕棺墓が広く見られるが、弥生時代中期後半では副葬品の内容から各地域同士で序列が生まれたと考えられる。特に漢鏡の副葬は面径の大小や出土数に明確な序列が見られ、三雲南小路遺跡1号墓（伊都国）と須玖岡本遺跡D地点墓（奴国）を中心とした同心円的な秩序が見られ、権威の象徴であった可能性がある。突出しているのは、面径27.3cmの超大型の彩画鏡（鏡背に彩色の文様を施した銅鏡）が出土する三雲南小路遺跡と、同時期の前漢の諸侯王の墓からも出土する面径23cmの大型草葉文鏡が出土する須玖岡本遺跡で、2地域は漢王朝から破格の待遇を受けていたと考えられている。この事から岡村は、三雲・須玖の首長が楽浪郡に朝貢して前漢鏡が贈与されたとし、それを周辺の首長に分ける分配システムがあったとしている。一方で辻田は、同時期の須玖は青銅器生産の中心地で、同地で生産された青銅器は三雲からも出土していることや、わずかに三雲から出土する漢鏡が優れることから、漢への朝貢は三雲が行い、須玖は青銅器生産を分担し、それぞれの文物を贈与・交換する相互関係があったと推定している。
ただし、こうした漢鏡の副葬はごく短い期間に行われたと考えられ、継続して流入した可能性は低いとされる。また、漢鏡の流通に現れる社会秩序は、北部九州という狭い地域に限定される。辻田はこうした様相から、基本的には弥生時代中期にみられる部族社会的な枠組みを出るものではなく、階層化社会の発現を示唆するものではないとする。
また、この時期の北部九州で出土する漢鏡3期は、朝鮮半島の出土品と比較しても面径が大きく、出土数も100面以上と際立って多い。この点について岡村は、漢王朝の王化思想により、海を隔てた辺境からの朝貢は皇帝の徳の高さを示すものであった為、漢王朝から厚遇を受けたと推測している。

### 弥生時代後期から終末期

漢鏡4期から6期

前述のように弥生時代中期後半に漢鏡の副葬が行われたが、その後、一時的にこうした副葬は減少する。辻田はこれを、1世紀前半に大陸が混乱した影響で、漢鏡の流入量が減少したものと推測している。再び漢鏡の副葬が行われるのは弥生時代後期前半でも中頃に近いころである。この時期に出土するのは漢鏡5期が主体であることから、1世紀後半から2世紀にかけた期間とみられている。弥生時代後期から終末期の特徴は漢鏡の破砕鏡・破鏡と、漢鏡を模倣した弥生小型倭製鏡の存在が挙げられる。これらは出土状況から「破砕鏡＞破鏡・弥生小型倭製鏡」の序列化が確認できる。また、漢鏡の分布は依然北部九州が中心であるが、範囲は東へ広がっている。

#### 分布と変遷
出土地は佐賀県の桜馬場遺跡、三津永田遺跡、二塚山遺跡、福岡県の平原遺跡、井原鑓溝遺跡、飯氏馬場遺跡、立石遺跡など北部九州が中心である。伊都国の有力地とされる井原鑓溝遺跡では21面以上の漢鏡4期の鏡が出土し、その中には王莽鏡が含まれていた。岡村は『漢書』王莽伝にある「東夷の王、大海を渡りて、国珍を奉ず」の記述との関連性を指摘し、1世紀第一四半期の王墓と推測している。また、末盧国の有力地とされる桜馬場遺跡では大型の漢鏡4期の「尚方作」方格規矩四神鏡が出土しており、岡村は井原鑓溝遺跡と同時代としている。一方で漢鏡4期では、以前みられたような大型鏡がなくなるのも特徴である。
井原鑓溝遺跡より降る伊都国王墓とされるのが平原遺跡1号墓である。ここでは漢鏡5期を中心に、4期と超大型鏡が破砕副葬されていた。平原遺跡の年代について意見は分かれているが、岡村は出土する漢鏡から弥生時代後期の紀元後1世紀後半としている。これは『後漢書』東夷伝の紀元後57年にある奴国が朝貢を行い金印を授与された記述と時期が重なるが、この時期の奴国王の墳墓は発見されていない。この頃は『後漢書』にあるように楽浪郡との交流が盛んであったと考えられ、漢鏡5期で漢鏡の出土数もピークを迎え、再び大型鏡も現れる。ただし、平原遺跡1号墓を最後に古墳時代に至るまでの間は、1箇所に多量の鏡を副葬することがなくなる。
一方で数は減るものの分布範囲は東へと広がっており、瀬戸内経由で東日本地域まで分布が見られる。また、破鏡は北九州市周辺では副葬が顕著であるが、大分県内陸部では住居での廃棄が見られるなど、漢鏡の受容に地域差が見られることも特徴である。その時期について岡村は、瀬戸内や北陸に漢鏡4期の破鏡が見られる事や、近畿で製作された弥生小型倭製鏡のモデルが漢鏡4期である点、またこれらが貨泉の出土地と重なる事から、紀元前後には漢鏡を含む舶来品が東へ流通していたとする。また、下垣仁志は漢鏡4期・5期の中型・大型鏡の分布は近畿を中心とする減衰傾斜が見られる事に注目し、弥生時代末期後半ごろには流通の中心が近畿へ移動した可能性を指摘している。
漢鏡6期になると出土数が漸減する。このことは2世紀代に楽浪郡が衰退し朝鮮半島での出土数が減った傾向と合致している。また、大量に一括出土する例が少なくなり、分布は北部九州から瀬戸内にかけて帯状に広がるが、肥後・豊後・大和での出土数が減る。さらに漢鏡6期後半に限定すると、北部九州以外では見られなくなる。この時期は2世紀中頃とされ、倭国大乱との関連性が指摘されている。

#### 社会構造と大陸との関係
このような漢鏡の分布を踏まえて、北部九州が他の地域集団に対して政治的に優位にあったか否かが問題となる。この点について辻田は、北部九州に傑出した漢鏡がみられるものの、他地域との面径や面数などの序列化、あるいは同型鏡の贈与などが見られないとし、「北九州の権力者は楽浪郡側からは代表者と見られていたが、日本国内では同列的な地域関係とする二重構造」があったと推測している。こうした状況から辻田は、漢鏡の日本列島への流入について、北部九州を仲介して他地域に流通したとする説と、北部九州の海人集団を水先案内人として各地域の代表者が使節団を組んで楽浪郡と交流したとする説の、二つの可能性があるとしている。
中国大陸側から日本列島はどのように見られていたかという点も問題となる。上野祥史は、日本列島への漢鏡の流入は漢王朝の倭に対する評価を反映すると指摘した上で、漢鏡3期で大型鏡を得るなど前漢王朝では厚遇を受けたが、王莽が実権を握り外夷を冷遇したことで漢鏡4期では大型鏡が少なくなったとしている。また、後漢における倭の評価が回復して漢鏡5期では大型鏡もみられるが、後漢では2世紀前後から銅鏡よりも上位に置かれた鉄鏡の流入が著しく少ない事から、その評価が推し量れるとしている。一方で東アジアでは内行花文鏡が重要視されていたと考えられ、平原遺跡から出土した超大型鏡を含めて多くが出土していることから、その待遇は低くないと考える説もある。

#### 破砕鏡と破鏡

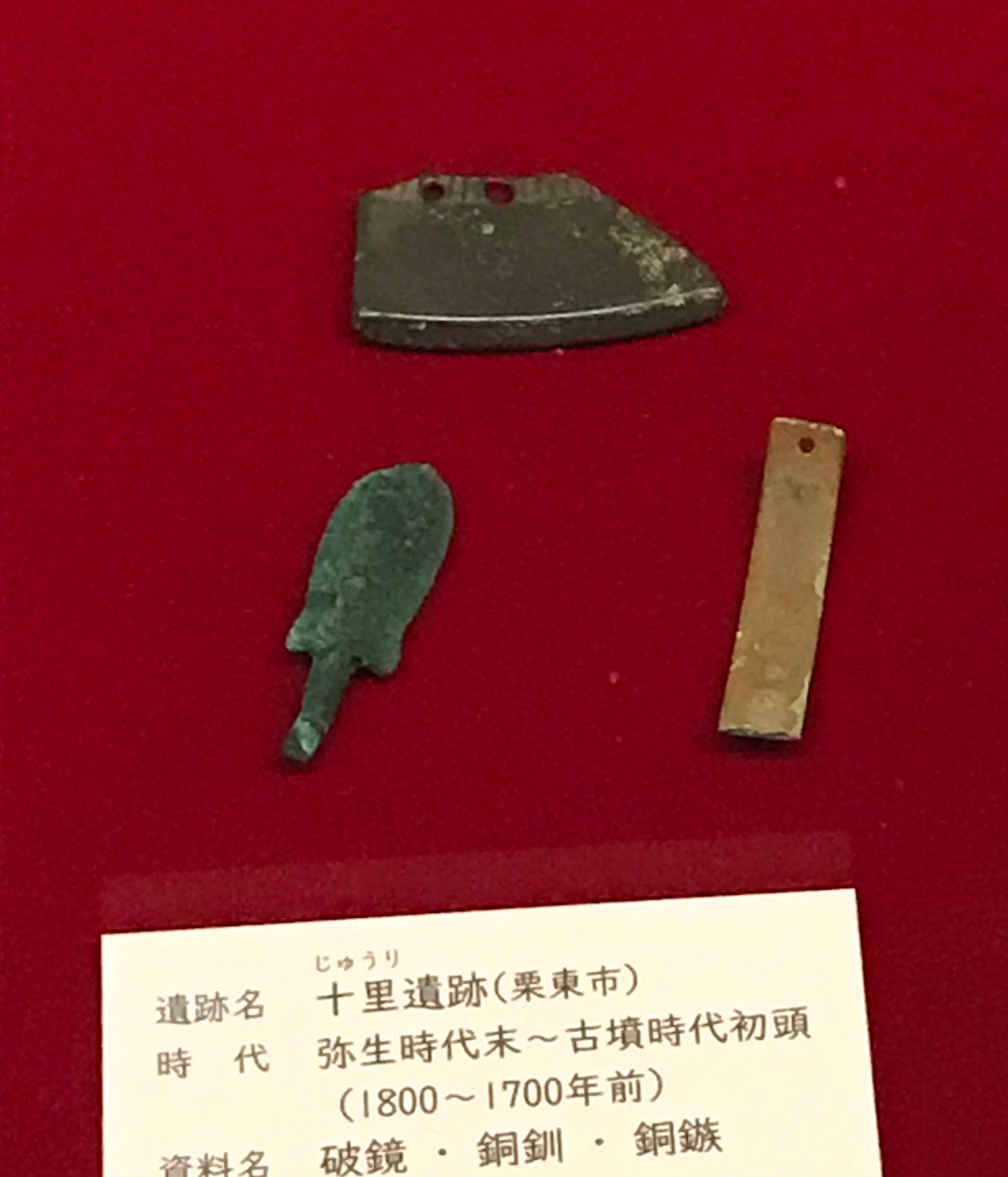
上段が内行花文鏡の破鏡。穴に紐を通し、ペンダントのように使用したと考えられる。
滋賀県立安土城考古博物館蔵。

破砕鏡とは、副葬するにあたって完形であった銅鏡を故意に打ち割ったもので、この副葬法を破砕副葬と呼ぶ。この特徴は弥生時代後期から終末期に限定的に見られるもので、古墳時代には再び完形鏡の副葬が一般化する。破砕鏡の早い事例とされる佐賀県の二塚山遺跡では、漢鏡4期の銘帯鏡を破砕した上で破片を丁寧に重ねて副葬していた。そのため破砕鏡は佐賀平野で始まった風習であるとする説がある。また、後期後半以降には西日本地域から東海地方にかけて広い範囲で行われた。破砕鏡がみられる時期には、鉄器を折り曲げる副葬や土器を破砕する祭祀もみられ、何らかの埋葬作法が拡散共有された事が推測されている。
破鏡とは、銅鏡を打ち割り、破片の形で利用したと考えられるものである。破断面には研磨や懸垂するための穿孔などの2次加工やベンガラでの着彩したものもみられる。墓からの出土もみられるが、集落や住居あるいは包含層からの出土が多く、護符などの呪術的な用途が想定される。出土するのは2世紀代が中心で、割られた鏡は朝鮮半島製の鏡も見られるが、後漢鏡が大半を占める。破鏡は、漢鏡を割って分配したとする説や、破砕鏡から抜き取ったという説、大陸で青銅の原材料として流通していた破鏡が流入したとする説があるが特定には至っていない。破片は扇形あるいは半円形が多く、ある程度志向した可能性がある。その広がりについて岡村は、漢鏡5期の破鏡と北部九州産の弥生小型倭製鏡の分布が重なることから、北部九州で分割された破鏡が瀬戸内を経由して東へ広がったと推測している。なお、破鏡の利用は朝鮮半島や中央アジアにも類例が見られる。
こうした風習がなぜ生まれた理由について、研究者の見解は分かれている。田崎博之はこの時期も何らかの理由で漢鏡の流入量が減り、これを補うために破鏡が流通したとし、岡村は国内で漢鏡を保有する地域が広がり需要が高まった事から分割して水増ししたと推測し、藤丸詔八郎は葬祭儀礼の変化により破砕副葬が行われてその破片が配布されたとし、上野は漢鏡4期に大型鏡が流入しなくなり径面による序列を維持できなくなったことで、「漢鏡＞破鏡・弥生小型倭製鏡」の新たな序列を生み出したと推測し、南健太郎は破鏡は繰り返し分割したものとして権力の分有を象徴するとしている。また古墳時代にこうした風習が見られなくなる点について、小山田宏一は神仙思想の理解が日本列島に浸透したことから、再び完形鏡の副葬が行われるようになったと推測している。

#### 弥生小形倭製鏡
弥生時代後期前半からは漢鏡を模倣した小型の倭製鏡が生産される。この鏡は漢鏡の不足を補うために製作されたと考えられ、鋳型は石製で文様も稚拙で、スズの含有量も著しく少ない。北部九州を中心に分散的に生産され、一部は朝鮮半島南部にも輸出された。後期後半から終末期に至ると、生産は福岡県の須玖丘陵が中心となるが、近畿地方では土製鋳型での生産が行われた。弥生小型倭製鏡は面径7cmから10cm程度で、副葬もみられるが集落や住宅から出土することが多く、漢鏡（破鏡）とは用途が異なったと考えられる。南は、小型倭製鏡を権威の象徴ではなく通交関係を示すものとしたうえで、儀礼的に用いられたと推測している。また、こうした漢鏡の模倣は古墳時代でも行われたが、技術的に両者は連続していないとされる。
鏡式としては異字体銘帯鏡を模倣したもので、内行花文鏡系と重圏文系に大別される。南は、文様や銘文の字体の検証により、第1期（漢鏡2期から3期の影響）から第4期（漢鏡6期の影響）に分類し、その生産・流通時期は漢鏡の流通と並行関係にあると推測している。

### 古墳時代初期

漢鏡7期

古墳時代初頭になると、漢鏡の分布の中心が北部九州から近畿に移動する。減っていた出土数も回復し、破砕鏡や破鏡などの風習も見られなくなる。また、漢鏡は古墳時代初期にもみられるが、これに続く三国鏡は弥生時代の遺跡からは殆ど出土しておらず、古墳時代の開始年代を考える指標の一つになると考えられている。

#### 分布の変化と流通した時期
漢鏡7期第1段階には減っていた出土数も回復する。その分布は北部九州から瀬戸内・山陰を経て近畿まで帯状に広がり関東までみられるが、その中心は北部九州にはなく、北部九州を含めた西日本地域に均等に分散している。さらに漢鏡7期第2段階には、その中心が近畿に移動する。その変化は劇的に進行したとされ、辻田はその年代の上限を3世紀第2四半期に絞れるとしている。
漢鏡7期第1段階に日本列島に流入したのは徐州系の漢鏡である。その分布は朝鮮半島にもみられるが、日本列島に際立って多い。漢鏡7期第2段階にあたる画文帯神獣鏡は、初期古墳からの出土が過半を占める。奈良盆地東南部の桜井茶臼山古墳・大和天神山古墳がそれぞれ4枚と多く、兵庫県西求女塚古墳・大阪府和泉黄金塚古墳・香川県雨滝山奥14号墳の2枚がこれに続く。一方で九州では、完形鏡が1枚のみで破鏡が3枚である。この分布傾向は前方後円墳の分布傾向と合致し、画文帯神獣鏡は近畿から配布された可能性が高いと考えられている。
前述のような画文帯神獣鏡の配布がいつ行われたかは、邪馬台国論争と絡んで、専門家の意見は一致していない。上野は、三角縁神獣鏡が古墳時代初期に近畿から配布された事を念頭に、この近畿からの銅鏡の配布が弥生時代終末期に遡れるか否かによって見解が分かれているとする。岡村は、漢鏡7期第1段階は各地の首長が独自に入手したが、漢鏡7期第2段階には近畿地方にヤマト王権が出現して各地に画文帯神獣鏡を配布が行われ、その時期を弥生時代終末期とした。また福永伸哉は、第1期・第2期共に近畿中央政権が入手し、大型の画文帯神獣鏡を高く格付けしつつ配布したとする。一方で辻田は岡村説を遡上の論理と批判。2000年代の鉄器類の研究から近畿地方に政治的中心性が現れるのは古墳時代中期と見なされるようになっているとしたうえで、弥生時代末期に少数の画文帯神獣鏡が北部九州に流入して破鏡にされ、近畿地方から分配された画文帯神獣鏡が完形鏡である点から、近畿へ流入時期を古墳時代初頭以降と推測している。

#### 編年の隔たり

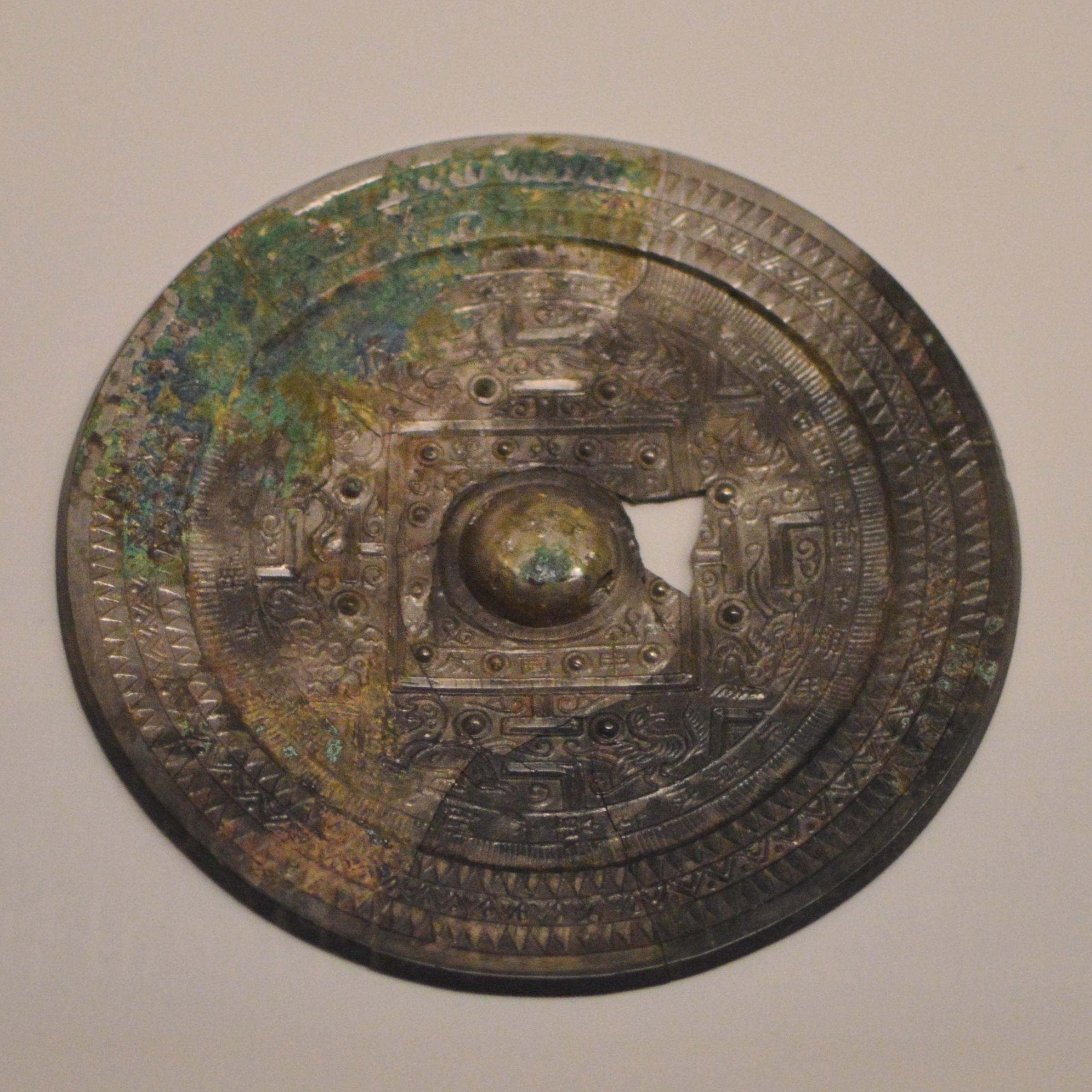
「青龍三年」銘方格規矩四神鏡
今城塚古代歴史館蔵

一方では古墳から出土する漢鏡は時代が降る三角縁神獣鏡と共伴する例が少なくない。例えば京都府椿井大塚山古墳は32面の三角縁神獣鏡と共に漢鏡5期の鏡が出土している。このように古い鏡式の漢鏡と、共伴する遺物や古墳の築年代に隔たりがある状況をどのように解釈するかも、古代史において重要なテーマとなっている。1920年代までは古墳から出土する漢鏡の編年に重きを置いて、古墳の築造年代を後漢代まで遡るとする説もあった。1933年の梅原末治の研究によって、長期におよぶ伝世が行われたことで漢鏡の製作年代とそれが副葬される年代に差があると考えられるようになった。これを受けて1955年に小林行雄は、古墳から出土する後漢鏡を弥生時代から伝世した首長権の象徴となった鏡とする伝世鏡論を発表。考古学界では長らくこの仮説の賛否が議論された。1994年には魏の年号である青龍3年（235年）銘の漢鏡5期を模倣した方格規矩四神鏡が発見され、これにより古墳時代には漢鏡を模倣して作られた魏晋鏡が日本列島に流入したことが確認された。また、立木修や南健太郎は古墳時代の漢鏡は踏み返し鏡である可能性を指摘している。これらを踏まえて辻田は、古墳に副葬される漢鏡（漢式鏡）には、弥生時代から伝世した漢鏡・漢鏡の踏み返し鏡・復古された魏晋鏡が混在していると推測している。
また、鏡の伝世が行われたとする説も、何処で伝世したかについては意見が分かれている。下垣は、2010年代に挙げられている説を以下の5つに分類している。
1. 大陸で鋳造されてすぐに日本列島の諸地域に流入し、そこで長期間伝世したのちに副葬された。（岡村秀典・岸本直文）
2. 大陸で鋳造されてすぐに北部九州に流入して長期間伝世したのち、各地に流通し副葬された。（柳田康雄）
3. 大陸で鋳造されてすぐに北部九州に流入して長期間伝世したのち、近畿に一括して移動して、それが各地に分配され副葬された。（甘粕健・大賀克彦・下垣仁志）
4. 大陸で鋳造されて長期間伝世したのち、古墳時代に各地に流入し副葬された。（辻田淳一郎）
5. 古墳時代に大陸、あるいは国内で鋳造された踏み返し鏡・模倣鏡などが、各地に流入し副葬された。（立木修・寺沢薫）